# Генрі Сеймур Роулінсон
Генрі Сеймур Роулінсон, 1-й барон Роулінсон (англ. Henry Seymour Rawlinson, 1st Baron Rawlinson; 20 лютого 1864, Трент Менор, Дорсет — 28 березня 1925, Делі) — британський воєначальник, генерал Британської армії. Учасник придушення повстання Махді, Другої англо-бурської та Першої світової війн. У роки Великої війни командувач британських армії, що билися на Західному фронті. З 1920 до 1925 року — головнокомандувач армії Британської Індії.

## Біографія
Генрі Сеймур Роулінсон народився 20 лютого 1864 року, в садибі Трент Менор у Дорсеті, в родині сера Генрі Роулінсона, 1-го баронета, офіцера британської армії та відомого вченого, фахівця по Близькому Сходу, загальновизнаного світовою спільнотою «батька-засновника» ассиріології. Першу освіту здобув у коледжі Ітона.

### Рання військова кар'єра
Після проходження курсу офіцерської підготовки в Королівському військовому коледжі у Сандгерсті, 6 лютого 1884 року Генрі Роулінсон вступив до британської армії у званні лейтенанта до Королівського стрілецького корпусу в Британській Індії. За протекцією батька, Генрі молодший розпочав службу при штабі головнокомандувача британськими військами в Індії, генерала сера Фредеріка Робертса, близького друга сім'ї Роулінсонів. Перший бойовий досвід Генрі здобув у Бірмі під час повстання 1886 року.
У 1889 році мати Роулінсона померла, і він повернувся до Британії. Перейшов на службу до Колдстрімського гвардійського полку, 4 листопада 1891 року отримав звання капітана. В 1898 році він служив у штабі генерала Герберта Кітченера під час наступу на Омдурман у Судані в ході придушення повстання Махді. 25 січня 1899 року отримав звання майора та 26 грудня 1899 року бревет підполковника.
З 1899 до 1902 року Роулінсон брав участь у бойових діях Другої бурської війни. 11 квітня 1902 року очолював колону британських військ, яка брала участь у битві під Ройвалом, останньою битвою війни. У червні 1902 року після закінчення бойових дій він повернувся до Сполученого Королівства разом з лордом Кітченером. За свою службу у війні Роулінсон був удостоєний ордена Лазні, який 24 жовтня 1902 року він отримав після повернення додому, особисто від короля Едуарда VII у Букінгемському палаці.
1 квітня 1903 року він отримав постійне звання полковника та призначений на посаду коменданта Штабного коледжу в Камберлі. Роулінсон був першим із трьох комендантів-реформаторів, які перетворили штабний коледж у справжню військову школу. Навчальна програма була модернізована та оновлена, викладання отримало новий імпульс у досягненні визначених цілей, а викладачі стали «керівництвом персоналу», а не «професорами», підкреслюючи практичність.
1 березня 1907 року Генрі Сеймур Роулінсон отримав звання бригадного генерала, того ж року він став командиром 2-ї піхотної бригади в Олдершоті, а 10 травня 1909 року підвищений у званні в майор-генерали. 1910 році призначений командиром 3-ї піхотної дивізії. В травні 1914 року після передачі дивізії своєму наступнику Роулінсон пішов у відпустку, повернувшись після початку війни, щоб ненадовго зайняти посаду директора з рекрутингу у Воєнному офісі Британської імперії.

### Перша світова війна
У вересні 1914 року Роулінсон був призначений командиром 4-ї дивізії у Франції. На чолі цієї дивізії прикривав відступ бельгійської армії від Антверпена. 4 жовтня 1914 року він отримав тимчасове звання генерал-лейтенанта, після чого очолив IV корпус Британських експедиційних сил у Франції. У 1915 році IV корпус Роулінсона увійшов до складу 1-ї армії Дугласа Гейґа. 10–12 березня 1915 року керував військами під час битви при Нев-Шапель.
22 грудня 1915 року Генрі Сеймур Роулінсон отримав тимчасове звання генерала. 24 січня 1916 року він перебрав на себе командування новою 4-ю армією, яка відіграватиме головну роль у плановому наступі союзників на Соммі. Він писав у своєму щоденнику: «Не надто багато людей командували армією чисельністю у понад півмільйона людей». Спочатку битва на Соммі замислювалася як спільний британсько-французький наступ, але через колосальне напруження сил у Верденській битві участь французів значно зменшилася, залишивши британські війська, і особливо недосвідчену армію Роулінсона, нести весь тягар наступу.
1 липня 1916 року розпочався стратегічний наступ союзників на річці Сомма. Битва тривала 141 день, в яку було втягнуло до чотирьох німецьких армій. 1 липня англійські війська були відбиті німцями вздовж більшої частини фронту, ціною 57 000 жертв. Найважчі поразки були під Позьєром та Тьєпвалем. Основною причиною поразки, окрім майстерності німецьких захисників, була неспроможність тривалої та важкої попередньої артилерійської підготовки знищити німецький колючий дріт та траншеї, за винятком південного сектору, де допомагали важкі французькі гармати.
Протягом перших трьох місяців битви британці прогризалися вглиб німецької глибикоешелонованої оборони. До кінця вересня важка британська артилерія та краща тактика дій дозволили британцям досягти вражаючого успіху в битві біля Морваля. Однак на початку жовтня дощ і температура впали, і поле битви перетворилося на суцільне болото. Єдиний пізній успіх здобула 5-та армія Губерта Гофа (колишня резервна армія), захопивши Бомон Гамель.
Результати Сомми залишаються суперечливими. Жертви з обох боків були величезними.
У січні 1917 року Роулінсон був підвищений до постійного генерала «за відмінну службу в бойових умовах».
У період у 1917–18 роках він також командував 2-ю армією. У лютому 1918 року його призначили постійним військовим представником Великої Британії у міжсоюзній Верховній воєнній раді у Версалі.
28 березня 1918 року Роулінсон прийняв 5-ту британську армію від Губерта Гофа, відстороненого з посади, після розгрому його армії внаслідок німецького «березневого наступу». 3 квітня обидві армії, 4-та та 5-ту об'єднали як 4-ту під командуванням Роулінсона. До цього часу наступ німецької армії, операція «Міхаель», був зупинений, і союзники готували контрнаступ.
4 липня після успішно проведеного австралійськими та американськими військами наступу на Ле-Амель, Роулінсон запропонував Гейґу організувати та провести великий наступ, розрахований на те, щоб вибити німців з міста Ам'єн і завдати шкоди ослабленому моральному стану німецької армії. Атаку планувалося провести на відносно вузькому фронті, без попередньої артилерійської підготовки та з обмеженими цілями. Для реалізації завдання замисленого, Гейґ виділив під командування Роулінсона практично всі британські бронетанкові сили. На цьому етапі війни британські війська були сильно виснажені, отже для проведення операції 4-та армія складалася з чотирьох канадських, п'яти австралійських, п'яти британських та однієї американської дивізій.
Союзники вдалося здобути повного сюрпризу, і битва за Ам'єн пройшла з вражаючим успіхом. 8 серпня, описаний генералом Еріхом Людендорфом як «чорний день німецької армії», союзники взяли 12 000 полонених і захопили 450 гармат. І німецьке, і командування союзників були вражені крахом німецької моралі та великою кількістю німців, які здалися без бою. Тим не менш, союзники все ще були обережні щодо надто сильного сподівання на свої переваги. 11 серпня Роулінсон порадив Гейґу припинити наступ.
У вересні Роулінсон знову командував змішаними силами британських, австралійських та американських дивізій, його війська прорвали лінію Гінденбурга. Успіх союзників був найбільш вражаючим у центрі, де 46-та дивізія перетнула канал Сен-Квентін і штурмувала траншеї далі, просунувшись до трьох миль і захопивши 5300 німецьких солдатів.
4-та армія продовжувала так званий 100-денний наступ, розбила кайзерівську армію в битвах при Селле, Самбре та на каналі Уаза. За час наступальної операції війська Роулінсона пройшли з боями 150 км, взявши 80 000 полонених та 1100 гармат.
За бойові заслуги в роки Першої світової війни Роулінсон був удостоєний багатьох вищих нагород Британської імперії та країн-союзників.
1918 році Роулінсон знову був закликаний організувати евакуацію, цього разу союзних сил, які були відправлені до Росії, щоб втрутитися в російську громадянську війну. У листопаді 1919 року його призначили командувачем Олдершотського командування.
У 1920 році генерал Роулінсон став головнокомандувачем британських військ в Індії. Вінстон Черчилль на посаді державного секретаря з питань війни відіграв важливу роль у його призначенні, не дивлячись на традиції, що зазвичай цю посаду по черзі посідали офіцери британської та індійської армій. Він сказав Ллойду Джорджу, що посада повинна перейти до найкращого кваліфікованого офіцера, і що його військові радники «повністю підтримують мою думку про те, що найкращою кандидатурою для призначення є генерал лорд Роулінсон».
Генерал Роулінсон обіймав цю посаду до своєї смерті.
28 березня 1925 року у віці 61 років генерал Роулінсон помер у Делі, після медичної операції на шлунку, хоча незадовго до того, як він грав у поло та крикет, і здавалося, був здоровий. Його тіло перевезли до Англії, де згодом поховали у каплиці св. Михайла та св. Георгія, в селі Трент, графство Дорсет.